# 亚罗米尔·宾特
亚罗米尔·宾特（捷克語：Jaromír Bünter，1930年4月3日—2015年10月15日），捷克男子冰球运动员。他曾代表捷克斯洛伐克国家队参加1956年冬季奥林匹克运动会冰球比赛，结果队伍获得第五名。